# Savona Calcio 2002-2003
Questa voce raccoglie le informazioni riguardanti il Savona Calcio nelle competizioni ufficiali della stagione 2002-2003.

## Stagione
Nella stagione 2002-2003 il Savona disputò il nono campionato di Serie C2 della sua storia, il primo tra i professionisti dopo sedici anni.

## Divise e sponsor
Il fornitore ufficiale di materiale tecnico per la stagione 2002-2003 fu Pienne.
| 1ª divisa |

## Organigramma societario
Area direttiva
- Presidente: Benedetto Piro
- Vice presidente: Renato Alluto
- General Manager e direttore sportivo: Claudio Strinati
- Segretario: Antonello Sbarra
- Responsabile marketing: Luca Ciacci
- Addetto Stampa: Franco Avanzini

Area tecnica
- Allenatore: Felice Tufano
- Allenatore in 2ª: Maurizio Taricco

Area sanitaria
- Medico sociale: Mauro Barlocco
- Massaggiatori: Angelo Bordo e Pino Gerundo

## Rosa
| N. |                   | Ruolo | Calciatore          |
| -- | ----------------- | ----- | ------------------- |
|    | Italia (bandiera) | P     | Manuel Ghizzardi    |
|    | Italia (bandiera) | P     | Pietro Iacono       |
|    | Italia (bandiera) | D     | Alessio Barone      |
|    | Italia (bandiera) | D     | Marco Bellocchi     |
|    | Italia (bandiera) | D     | Roberto Biffi       |
|    | Italia (bandiera) | D     | Andrea Cippoli      |
|    | Italia (bandiera) | D     | Christian Contino   |
|    | Italia (bandiera) | D     | Maurizio Damonte    |
|    | Italia (bandiera) | D     | Marco Desideri      |
|    | Italia (bandiera) | D     | Alessandro De Lucis |
|    | Italia (bandiera) | D     | Stefano Di Gioia    |
|    | Italia (bandiera) | D     | Sergio Lombardo     |
|    | Italia (bandiera) | D     | Fabio Rossi         |

| N. |                   | Ruolo | Calciatore         |
| -- | ----------------- | ----- | ------------------ |
|    | Italia (bandiera) | C     | Riccardo Bracaloni |
|    | Italia (bandiera) | C     | Carlo Giacchino    |
|    | Italia (bandiera) | C     | Vincenzo Friso     |
|    | Italia (bandiera) | C     | Luca Garibbo       |
|    | Italia (bandiera) | C     | Luca Grande        |
|    | Italia (bandiera) | C     | Gaetano Perrella   |
|    | Italia (bandiera) | C     | Matteo Solari      |
|    | Italia (bandiera) | A     | Claudio Doria      |
|    | Italia (bandiera) | A     | Davide Girgenti    |
|    | Italia (bandiera) | A     | Paolo Lamberti     |
|    | Italia (bandiera) | A     | Roberto Murgita    |
|    | Italia (bandiera) | A     | Marco Nappi        |
|    | Italia (bandiera) | A     | Massimo Peluffo    |

## Risultati

### Serie C2

#### Girone d'andata
| Arbitro: | Di Cintio (Bergamo) |

|                   |           |  |
| Lamberti 49’, 62’ | Marcatori |  |

| Arbitro: | Gandolfi (Cremona) |

|                                     |           |                        |
| Tarpani 31’ (rig.) Vigna 70’ (rig.) | Marcatori | 8’, 73’ (rig.) Murgita |

| Arbitro: | Siragusa (Acireale) |

|             |           |  |
| Peluffo 68’ | Marcatori |  |

| Arbitro: | Fiori (Perugia) |

|              |           |  |
| Girgenti 16’ | Marcatori |  |

| Arbitro: | Tonin (Piombino) |

|                                            |           |                         |
| Bellocchi 42’ (aut.) Ekye 44’ Graziani 49’ | Marcatori | 7’ Girgenti 81’ Murgita |

| Gubbio 9 ottobre 2002 | Gubbio              | 0 – 0 | Savona | Stadio San Biagio\| Arbitro: \| Barbirati (Ferrara) \| |
| Arbitro:              | Barbirati (Ferrara) |       |        |                                                        |

| Arbitro: | Caristia (Siracusa) |

|               |           |               |
| Bracaloni 22’ | Marcatori | 75’ Nicoletti |

| Arbitro: | Siragusa (Acireale) |

|                                       |           |  |
| Belluomini 27’ (rig.), 41’ Grassi 90’ | Marcatori |  |

| Arbitro: | Italiani (L'Aquila) |

|  |           |              |
|  | Marcatori | 35’ Tresoldi |

| Arbitro: | Di Cintio (Bergamo) |

|                       |           |                                      |
| Ghidini 15’ Clara 56’ | Marcatori | 50’ Girgenti 65’ Murgita 87’ Cipolli |

| Arbitro: | Fabiano (Salerno) |

|                         |           |  |
| Bracaloni 10’ Nappi 83’ | Marcatori |  |

| Arbitro: | Forconi (Aprilia) |

|             |           |           |
| Rondina 15’ | Marcatori | 23’ Nappi |

| Savona 24 novembre 2002 | Savona             | 0 – 0 | Sangiovannese | Stadio Valerio Bacigalupo\| Arbitro: \| Mariuzzo (Venezia) \| |
| Arbitro:                | Mariuzzo (Venezia) |       |               |                                                               |

| Arbitro: | Gandolfi (Cremona) |

|                                               |           |                           |
| Nobile 20’ Brunetti 24’ Pacini 56’ Meacci 81’ | Marcatori | 4’ Bracaloni 64’ Lamberti |

| Arbitro: | Marelli (Como) |

|  |           |            |
|  | Marcatori | 19’ Riganò |

| Arbitro: | Ciliberto (Merano) |

|  |           |              |
|  | Marcatori | 65’ Federici |

| Gualdo Tadino 15 gennaio 2003 | Gualdo             | 0 – 0 | Savona | Stadio Carlo Angelo Luzi\| Arbitro: \| Brunialti (Trenti) \| |
| Arbitro:                      | Brunialti (Trenti) |       |        |                                                              |

#### Girone di ritorno
| Savona 5 gennaio 2003 | Savona           | 0 – 0 | Gubbio | Stadio Valerio Bacigalupo\| Arbitro: \| Rubino (Salerno) \| |
| Arbitro:              | Rubino (Salerno) |       |        |                                                             |

| Sassuolo 12 gennaio 2003 | Sassuolo        | 0 – 0 | Savona | Stadio Enzo Ricci\| Arbitro: \| Lena (Ciampino) \| |
| Arbitro:                 | Lena (Ciampino) |       |        |                                                    |

| Arbitro: | Padovan (Conegliano) |

|             |           |  |
| Murgita 78’ | Marcatori |  |

| Arbitro: | Barbirati (Ferrara) |

|                                           |           |                   |
| Conti I 36’, 67’ Ferrari 48’ Bernardi 90’ | Marcatori | 75’, 89’ Lamberti |

| Arbitro: | Saveri (Viterbo) |

|               |           |            |
| Ricchiuti 62’ | Marcatori | 25’ Solari |

| Savona 16 febbraio 2003 | Savona         | 0 – 0 | Aglianese | Stadio Valerio Bacigalupo\| Arbitro: \| Orsato (Schio) \| |
| Arbitro:                | Orsato (Schio) |       |           |                                                           |

| Arbitro: | Di Renzo (Ostia) |

|              |           |           |
| Bianconi 61’ | Marcatori | 74’ Friso |

| Arbitro: | Giordano (Caltanissetta) |

|               |           |                                      |
| Bracaloni 85’ | Marcatori | 44’ (rig.), 56’ Belluomini 46’ Biggi |

| Arbitro: | Lioce (Molfetta) |

|                 |           |              |
| Lantignotti 72’ | Marcatori | 78’ Girgenti |

| Arbitro: | Latella (Potenza) |

|             |           |                          |
| Murgita 55’ | Marcatori | 49’ Clara 85’ Cacciatori |

| Fano 30 marzo 2003 | Fano           | 0 – 0 | Savona | Stadio Raffaele Mancini\| Arbitro: \| Nappi (Napoli) \| |
| Arbitro:           | Nappi (Napoli) |       |        |                                                         |

| Savona 6 aprile 2003 | Savona               | 0 – 0 | San Marino | Stadio Valerio Bacigalupo\| Arbitro: \| Nicoletti (Macerata) \| |
| Arbitro:             | Nicoletti (Macerata) |       |            |                                                                 |

| Arbitro: | Santucci (Reggio Calabria) |

|                                   |           |                            |
| Moscardelli 21’, 48’ Stamilla 78’ | Marcatori | 32’ Bracaloni 54’ Girgenti |

| Arbitro: | Finazzi (Torino) |

|              |           |  |
| Girgenti 55’ | Marcatori |  |

| Arbitro: | Cenni (Imola) |

|                                   |           |  |
| Riganò 39’ Andreotti 60’ Ripa 83’ | Marcatori |  |

| Arbitro: | Lops (Torino) |

|                   |           |               |
| Lamberti 48’, 52’ | Marcatori | 46’ Innocenti |

| Arbitro: | Mazzoleni (Bergamo) |

|                     |           |           |
| Di Gioia 16’ (aut.) | Marcatori | 50’ Nappi |

### Coppa Italia di Serie C

#### Primo turno
| Arbitro: | Gandolfi (Cremona) |

|  |           |             |
|  | Marcatori | 18’ Murgita |

| Arbitro: | Castagneri (Torino) |

|                        |           |                         |
| Cipolli 8’ Murgita 22’ | Marcatori | 48’ Ragatzu 61’ Rinaudo |

| Arbitro: | Di Fiore (Aosta) |

|             |           |                    |
| Joelson 33’ | Marcatori | 30’ (rig.) Murgita |

| Arbitro: | Marchesi (Bergamo) |

|                                      |           |  |
| Bracaloni 36’ Peluffo 64’ Barone 86’ | Marcatori |  |

#### Sedicesimi di finale
| Arbitro: | Bo (Genova) |

|                          |           |                 |
| Di Gioia 55’ Peluffo 83’ | Marcatori | 16’ Sanguinetti |

| Arbitro: | Cenni (Imola) |

|                        |           |  |
| Pisano 29’ Stojkov 77’ | Marcatori |  |

## Statistiche

### Statistiche di squadra
| Competizione         | Punti | In casa | In casa | In casa | In casa | In casa | In casa | In trasferta | In trasferta | In trasferta | In trasferta | In trasferta | In trasferta | Totale | Totale | Totale | Totale | Totale | Totale | DR |
| Competizione         | Punti | G       | V       | N       | P       | Gf      | Gs      | G            | V            | N            | P            | Gf           | Gs           | G      | V      | N      | P      | Gf     | Gs     | DR |
| -------------------- | ----- | ------- | ------- | ------- | ------- | ------- | ------- | ------------ | ------------ | ------------ | ------------ | ------------ | ------------ | ------ | ------ | ------ | ------ | ------ | ------ | -- |
| Serie C2             | 39    | 17      | 7       | 5       | 5       | 13      | 10      | 17           | 1            | 10           | 6            | 18           | 29           | 34     | 8      | 15     | 11     | 31     | 39     | -8 |
| Coppa Italia Serie C |       | 3       | 2       | 1       | 0       | 7       | 3       | 3            | 1            | 1            | 1            | 2            | 3            | 6      | 3      | 2      | 1      | 9      | 6      | +3 |
| Totale               | -     | 20      | 9       | 6       | 5       | 20      | 13      | 20           | 2            | 11           | 7            | 20           | 32           | 40     | 11     | 17     | 12     | 40     | 45     | -5 |

### Statistiche dei giocatori[3]
| Giocatore    | Serie C2 | Serie C2 | Coppa Italia Serie C | Coppa Italia Serie C | Totale   | Totale |
| Giocatore    | Presenze | Reti     | Presenze             | Reti                 | Presenze | Reti   |
| ------------ | -------- | -------- | -------------------- | -------------------- | -------- | ------ |
| A. Barone    | 21       | 0        | 4                    | 1                    | 25       | 1      |
| M. Bellocchi | 26       | 0        | 4                    | 0                    | 30       | 0      |
| R. Biffi     | 21       | 0        | 4                    | 0                    | 25       | 0      |
| R. Bracaloni | 32       | 5        | 6                    | 1                    | 38       | 6      |
| G. Capuano   | 11       | 0        | -                    | -                    | 11       | 0      |
| A. Cipolli   | 13       | 1        | 5                    | 1                    | 18       | 2      |
| C. Contino   | 1        | 0        | 1                    | 0                    | 2        | 0      |
| M. Damonte   | 16       | 0        | 2                    | 0                    | 18       | 0      |
| A. De Lucis  | 7        | 0        | 4                    | 0                    | 11       | 0      |
| M. Desideri  | 3        | 0        | -                    | -                    | 3        | 0      |
| S. Di Gioia  | 31       | 0        | 6                    | 1                    | 37       | 1      |
| C. Doria     | 2        | 0        | 4                    | 0                    | 6        | 0      |
| V. Friso     | 10       | 1        | -                    | -                    | 10       | 1      |
| L. Garibbo   | 1        | 0        | -                    | -                    | 1        | 0      |
| M. Ghizzardi | 34       | -39      | 3                    | -2                   | 37       | -41    |
| C. Giacchino | 20       | 0        | 1                    | 0                    | 21       | 0      |
| D. Girgenti  | 28       | 6        | 3                    | 0                    | 31       | 6      |
| L. Grande    | 1        | 0        | -                    | -                    | 1        | 0      |
| P. Iacono    | -        | -        | 3                    | -4                   | 3        | -4     |
| P. Lamberti  | 28       | 7        | 5                    | 0                    | 33       | 7      |
| S. Lombardo  | 6        | 0        | 2                    | 0                    | 8        | 0      |
| R. Murgita   | 28       | 6        | 4                    | 3                    | 32       | 9      |
| M. Nappi     | 22       | 3        | 2                    | 0                    | 24       | 3      |
| M. Peluffo   | 22       | 1        | 5                    | 2                    | 27       | 3      |
| G. Perrella  | 27       | 0        | 5                    | 0                    | 32       | 0      |
| F. Rossi     | 26       | 0        | 4                    | 0                    | 30       | 0      |
| R. Solari    | 29       | 1        | 5                    | 0                    | 34       | 1      |